# Neroberg
Le Neroberg est une montagne culminant à 245 mètres d'altitude près de Wiesbaden dans le Taunus, au nord du Rhin.
Sur son sommet se trouvent :
- l'église russe Sainte-Élisabeth de Wiesbaden ;
- le Nerobergbahn, un funiculaire ;
- un parc d'attraction ;
- une piscine Opelbad ;
- un parcours acrobatique en hauteur.

Vue depuis le Neroberg sur Wiesbaden.
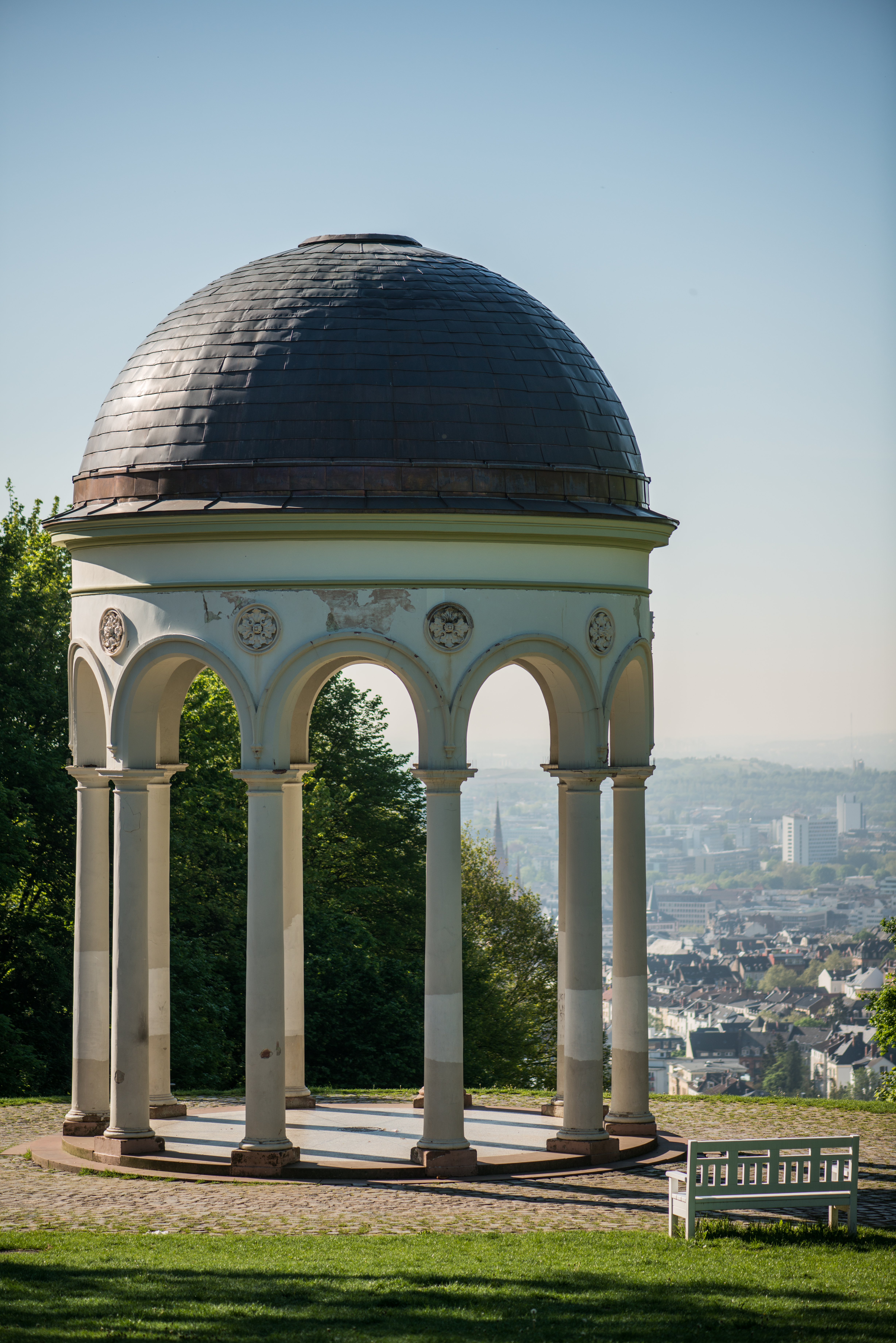
Le Monopteros du Neroberg.
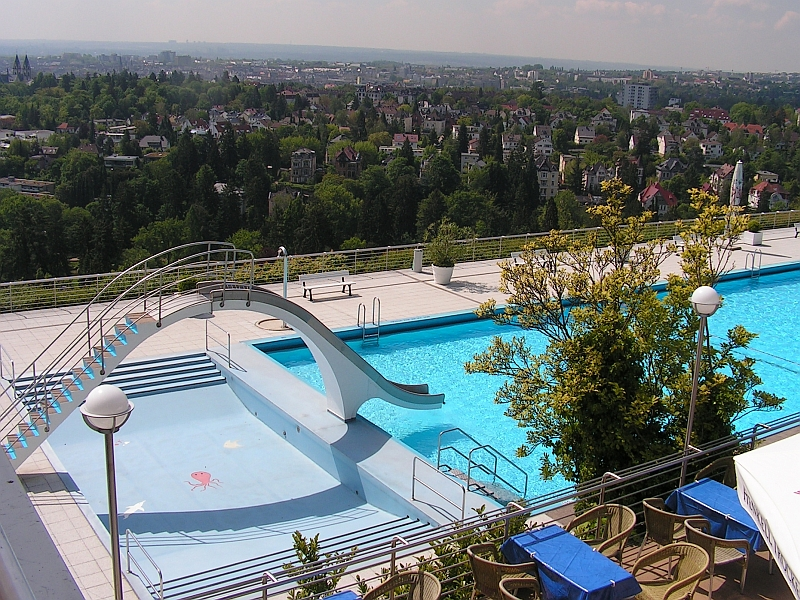
La piscine.